# Voo Japan Airlines 471
O Voo Japan Airlines 471 era um voo da Japan Airlines do Aeroporto Internacional de Tóquio em Tóquio, Japão ao Aeroporto Internacional de Londres em Londres, Inglaterra (Com escalas em Hong Kong, Bangkok, Nova Delhi, Teerã, Cairo, Roma e Frankfurt). Em 14 de junho de 1972, o Douglas DC-8-53 caiu às margens do Rio Yamuna, Nova Delhi, matando 82 dos 87 ocupantes: 10 dos onze tripulantes e 72 dos 76 passageiros. Quatro pessoas no solo também foram mortas. Uma das vítimas era a atriz brasileira Leila Diniz.

## Aeronave e tripulação
O avião do acidente era um Douglas DC-8-53, registrado JA8012 pela Japan Airlines. A aeronave sofreu perda total. Havia 87 pessoas a bordo, sendo 11 membros da tripulação e 76 passageiros.

## Passageiros
Das 87 pessoas a bordo, 82 faleceram no acidente, sendo 72 passageiros e 10 membros da tripulação. Mais quatro pessoas no solo morreram. Dezesseis dos mortos eram americanos. A atriz brasileira Leila Diniz também estava entre os mortos. O único passageiro indiano neste voo, Dr. K.K.P. Narasinga Rao, um alto funcionário da Organização das Nações Unidas para Alimentação e Agricultura, estava entre os mortos.

## Sequência de eventos
O avião estava na rota Tóquio-Londres (Com escalas em Hong Kong, Bangkok, Nova Delhi, Teerã, Cairo, Roma e Frankfurt) quando o acidente ocorreu. O voo decolou no Aeroporto Internacional de Don Mueang em Bangkok às 11h21 UTC com destino ao Aeroporto Internacional de Palam em Nova Delhi. Às 14h43 UTC, o voo recebeu autorização para uma aproximação direta por ILS para a pista 28. O avião caiu nas margens do Rio Yamuna, logo após ter reportado estar a 23 milhas náuticas (43 km) de distância do DME.

## Causa
A causa exata do acidente continua indefinida. Os investigadores que representam o Japão apontaram para a possibilidade de um sinal incorreto do glide slope do aeroporto que forneceu indicações erradas da posição da pista de pouso, causando o acidente. Investigadores indianos alegaram que o acidente foi causado pelo erro do piloto. Especificamente, o piloto foi o principal responsável , pois não fez checklist completo para aproximação do pouso, ignorando as indicações do instrumento e não garantindo a visão da pista. O Copiloto estava encarregado de voar para a aproximação para o Aeroporto Internacional de Palam.